# Casablanca Record & FilmWorks

Logo Casablanca Record & FilmWorks

Casablanca Record & FilmWorks, Inc. entstand im Oktober 1976 durch die Verschmelzung der von Neil Bogart 1973 gegründeten Schallplattenfirma Casablanca Records und der von seinem langjährigen Freund Peter Guber 1975 gegründeten Filmproduktionsfirma FilmWorks. Mitinhaber war PolyGram, die kurz vor dem Zusammenschluss 50 % von Casablanca Records gekauft hatten. FilmWorks und Casablanca Records wurden zu Abteilungen. Durch den Zusammenschluss entstand auch ein Dach für weitere Abteilungen, die das operative Geschäft ergänzten. Präsident von Casablanca Record & FilmWorks war Neil Bogart, Peter Guber wurde Chairman of the Board. Sitz der Firma war 8255 Sunset Boulevard in Los Angeles.

## Entstehung
Um den Kauf von FilmWorks zu ermöglichen, gaben Bogart und seine Partner bei Casablanca Records, Cecil Holmes, Larry Harris, Richard Trugman und Buck Reingold je zwanzig Prozent ihrer Firmenanteile an Peter Guber ab. Im Gegenzug erhielt Casablanca die Gewinne aus einem Vertrag über fünf Filme, den Guber mit Columbia Pictures abgeschlossen hatte.

## Abteilungen

### Casablanca Records
Die Schallplattenabteilung wurde weiter von Neil Bogart geleitet. Die weiteren Managementpositionen wurden von Larry Harris (Senior Vice President & Managing Director), Cecil Holmes (Senior Vice President & Special Assistant) und Bruce Bird (Executive Vice President) besetzt; im März 1977 wurde David Shein durch PolyGram zum Vice President & Chief Financial Officer ernannt.

### Casablanca FilmWorks
Peter Guber leitete die Film-Sparte Casablanca FilmWorks zusammen mit Bill Tennant.

### Casablanca KidWorks
Das mit McDonald’s kooperierende Projekt Casablanca KidWorks wurde von Lewis Merenstein geleitet.

### Casablanca ArtWorks
Die Kunstgalerie Casablanca ArtWorks wurde von Neil Bogart und Richard Trugman ins Leben gerufen, um den Münchener Künstler Peter Mühldorfer und seine Lebensgefährtin Donna Summer zum Umzug nach Los Angeles zu bewegen.

### Casablanca BookWorks
Casablanca BookWorks wurde am 27. März 1979 gegründet. Ziel der von Peter Guber initiierten Abteilung war es, Casablanca auch als Buchverleger zu etablieren und gleichzeitig Material für Filmproduktionen zu gewinnen. Sieben Autoren unterschrieben Verträge, es kam jedoch nie zu einer Veröffentlichung.

### Casablanca StageWorks
Um das Musical They're Playing our Song auf die Bühne zu bringen, das von Neil Simon (Buch), Carole Bayer Sager (Texte) und Marvin Hamlisch (Musik) geschrieben worden war, gründete Bogart Casablanca StageWorks.

## Sublabels
Casablanca Record & FilmWorks, Inc. unterhielt neben Casablanca Records die Sublabels Oasis, Millennium Records, Chocolate City Records, Parachute Records und EarMarc Records, das erst 1979 gegründete Sublabel Casablanca West veröffentlichte nur zwei Singles und ein Album, bevor es wieder geschlossen wurde.  Ab 1982 fungierte Casablanca Record & FilmWorks außerdem als Vertrieb für die Produkte von 20th Century Fox Records.

## Abstieg und Ende
Im Zuge wirtschaftlicher Fehlentwicklungen übernahm PolyGram nach und nach mehr Verantwortung. Nachdem 1977 der Versuch gescheitert war, durch Einsetzen des Finanzmanagers David Shein mehr Kontrolle über Bogarts Geschäftsgebaren zu bekommen (Bogart hatte Shein für sich einnehmen können und so den Plan der PolyGram-Offiziellen durchkreuzt), strebte die Firma die vollständige Übernahme von Casablanca Record & FilmWorks an.
Larry Harris verließ das Label am 23. Juli 1979.
Am 8. Februar 1980 endete die Ära von Neil Bogart bei Casablanca Record & FilmWorks; es ist wegen unterschiedlicher Darstellungen unklar, ob PolyGram ihn feuerte oder er selbst die Notbremse zog und ausstieg. Bogart verkaufte seine restlichen Anteile an PolyGram, behielt jedoch den Grundbesitz.
PolyGram ernannte Bruce Bird zum neuen Präsidenten von Casablanca Record & FilmWorks, doch der hatte mit Problemen zu kämpfen, die er nicht zu verantworten hatte: Sowohl Kiss als auch Donna Summer besaßen Verträge, die an die Person Neil Bogart geknüpft waren und vorsahen, dass beide Künstler die Verträge auflösen konnten, wenn er die Firma verlassen sollte. Summer verließ Casablanca und wechselte zu Geffen Records. Casablanca stand vor einem Scherbenhaufen, weil zu dieser Zeit sowohl Village People als auch Parliament künstlerisch am Ende waren, und so bemühte sich Bird, wenigstens Kiss zu halten. Im April 1980 bekam die Gruppe einen neuen Vertrag über sechs Alben, verbunden mit der Zusicherung von jeweils 2 Millionen Dollar Vorschuss pro Platte, am 20. Mai erschien das Album Unmasked. Nur wenige Wochen später gab die Gruppe bekannt, dass Peter Criss die Band verlassen habe, an Unmasked hatte er schon nicht mehr mitgewirkt.
Casablanca FilmWorks wurde aufgelöst und diente als Basis für die neue Produktionsfirma PolyGram Pictures, die einige kommerziell erfolglose Filme wie Endless Love (1981) oder  Missing (1982) produzierte. Peter Guber wurde CEO der Firma.
Im November 1980 verließ Cecil Holmes als letztes Gründungsmitglied von Casablanca Records das Label und wechselte zu Columbia Records.
Im Dezember desselben Jahres entließ PolyGram 25 weitere Mitarbeiter, Casablanca wurde mit nur noch 25 Mitarbeitern betrieben. 1981 zog Casablanca nach New York um, das Label wurde beinahe ausschließlich zur Veröffentlichung von Soundtracks und Wiederveröffentlichungen des von PolyGram neu erworbenen Labels „20th Century Fox Records“ genutzt. Die Erfolge von Casablanca nach 1980 blieben marginal, eine Ausnahme bildete der Soundtrack zu „Flashdance“ 1983, der über 6 Millionen Mal verkauft wurde – Casablancas größter Verkaufserfolg überhaupt. Zu dieser Zeit bestand Casablanca Records jedoch beinahe nur noch aus einem Namen an der Tür und zwei Telefonen.
1985 schloss PolyGram nach der letzten Veröffentlichung, dem Soundtrack zu A Chorus Line (18. November 1985), das Kapitel „Casablanca Record & FilmWorks“ ab.